# 東京都古書籍商業協同組合
東京都古書籍商業協同組合（とうきょうとこしょせきしょうぎょうきょうどうくみあい）または東京古書組合は、1947年（昭和22年）設立の古書店の組合。
古書の通販サイト「日本の古本屋」を運営。
隔月機関誌『古書月報』で組合活動の情報などを組合員に周知する。

## 歴史
1916年（大正5年）神田小川町の東京古書会館現在地に「東京古書倶楽部」が創立される。
1920年（大正9年）「東京古書倶楽部」において「東京古書籍商組合」が400名を超える会員により結成される。
1931年（昭和6年）「東京古書籍商組合」が東京府により準則組合として設立認可される。
1944年（昭和19年）「東京都古書籍商業協同組合」に改組する。
1947年（昭和22年）「東京都古書籍商業協同組合」が東京都により設立認可される。
1996年（平成8年）「日本の古本屋」が開設される。
2020年（令和2年）創立100周年を迎える。翌2021年、記念事業の一環として『東京古書組合百年史』を発刊する。

## 組織
2010年時点で7支部があり、2015年時点で630名が加盟。
東京都から古物商の許可を受けて古書籍類を主な事業とする小規模事業者であることを加入の条件としている。2000年代の調査によれば、組合員の7割は年商1000万円以下。